# Titus Burckhardt
Titus Burckhardt (Florença, 1908 — Lausana, 1984) foi um escritor suíço e destacado membro da Escola Perenialista ou Tradicionalista. Foi autor de muitos livros sobre metafísica, cosmologia, antropologia, esoterismo, alquimia, sufismo, simbolismo e arte sacra.

## Biografia
Descendente de uma família tradicional de Basileia, na Suíça, Titus Burckhardt era filho do escultor Carl Burckhardt (1878-1923) e sobrinho neto de Jacob Burckhardt (1818-1897), historiador da arte e especialista na Renascença. Sua árvore genealógica também inclui Johann Ludwig Burckhardt (1784-1817), explorador que descobriu a cidade nabateana de Petra e os templos egípcios de Abu Simbel. Titus nasceu em Florença, na Itália, em 24 de outubro de 1908. No ano seguinte sua família se estabeleceu em Basileia. Ali ele frequentou a mesma escola primária em que estudou Frithjof Schuon, e os dois formaram uma amizade que duraria até o fim da vida. Em 1920, sua família deixou Basileia, mudando-se para Ligornetto, no cantão suíço de Ticino, onde seu pai veio a falecer três anos mais tarde.
Por volta de 1927, Burckhardt começou a estudar pintura, escultura e história da arte — em Munique e Paris. Atraído por um estilo de vida tradicional que o Ocidente não podia lhe oferecer, aproveitou-se de uma pausa em seus estudos para visitar o Marrocos (1928 ou 1929), onde se dedicou a desenhar e a pintar. Essa estada, que foi o começo de sua busca espiritual, o marcou profundamente. No retorno à Europa, descobriu os escritos do metafísico francês René Guénon, em quem "encontrou a chave para o mundo que o tinha cativado".
No começo de 1933, retornou ao Marrocos em busca de um mestre espiritual. Converteu-se ao Islã e aprendeu árabe, o que lhe permitiu assimilar os clássicos sufis na língua original. Após alguns desapontamentos, sua busca o levou a Fez, onde encontrou o Cheikh Ali ad-Darqawi, neto e sucessor espiritual de Muhammad al-Arabi al-Darqawi (†1823), reformador da ordem shadhilita. Burckhardt foi iniciado pelo Cheikh e recebido na Tariqa Darqawiya. Num esforço de se sustentar, adquiriu um rebanho de carneiros e os conduzia a pastar na zona rural do Médio Atlas, mas essa atividade pouco ajudou suas precárias finanças. Paralelamente a isso, tornou-se aprendiz de um mestre artesão de Fez no ofício de produção de azulejos zellij. Esse mestre artesão o incentivou a memorizar a Alfiyya de Ibn Malik, um poema didático de mil versos que expõe todas as regras da gramática árabe; Burckhardt lhe seria eternamente grato por isso.
No começo de 1935, recebeu em Fez a visita de Frithjof Schuon, que voltava para a Europa após ter estado na zawiya do falecido Cheikh Al-Alawi, em Mostaganém. Schuon tinha recebido a iniciação deste cheikh shadhilita em 1932. Burckhardt logo compreendeu que seu guia espiritual predestinado não era senão seu amigo de infância. A completa integração de Burckhardt na vida local o tinha tornado suspeito aos olhos das autoridades francesas, que lhe ordenaram que deixasse o país. Assim, na primavera de 1935, ele voltou a Basileia. Isso marcou o começo de sua correspondência com René Guénon, bem como sua afiliação à tariqa de Schuon. Schuon, que na época vivia na França, encarregou Burckhardt da direção espiritual de seus discípulos de Basileia.
De 1936 a 1938, Burckhardt estudou história da arte e línguas orientais na Universidade de Basileia. 1937 marcou o começo de sua colaboração com a revista Études Traditionnelles, de inspiração guénoniana, na qual ele publicou artigos sobre arte tradicional (em particular a arte hindu, cristã e muçulmana), alquimia, cosmologia e astrologia tradicional, folclore e vários simbolismos. Muitos desses artigos foram depois reunidos em dois volumes. A revista também publicou suas traduções de tratados sufis de Al-Ghazali, Ibn Arabi, Abd al-Karim al-Jili e al-Arabi al-Darqawi. Na visão do professor paquistanês Muhammed Suheyl Omar, Burckhardt é um dos poucos autores que não só expôs, mas também assimilou, a metafísica de Ibn Arabi, visão essa confirmada por Seyyed Hossein Nasr, especialista em Islã, que disse ainda que a obra de Burckhardt tinha contribuído para o interesse do Ocidente em Ibn Arabi que se manifestou a partir da metade do século 20.
Burckhardt se casou em 1939. Pouco depois, foi nomeado diretor artístico e diretor de publicações da editora suíço-alemã Urs Graf, sediada em Olten e Basileia e especializada na reprodução de manuscritos medievais com iluminuras. Burckhardt trabalhou nessa editora até sua aposentadoria, em 1968. As línguas com que trabalhava eram o alemão, o francês, o árabe, o latim, o inglês e o italiano. Ele e sua esposa foram morar em Berna, a meio caminho entre Olten e a cidade de Lausana, onde Schuon residia. A qualidade das publicações da Urs Graf lhe trouxeram reputação mundial em sua área, e em outubro de 1950, em audiência privada, Burckhardt presenteou o Papa Pio XII  com um fac-símile quadricrômico, em três volumes, do Livro de Kells (Evangeliorum quatuor codex Cenannensis), evangelho da tradição céltica que data de 800 A.D., fac-símile este publicado por sua editora.
Em 1952, Burckhardt e sua esposa se mudaram para Lausana, onde ele fundou o ramo franco-suíço da Urs Graf e criou a coleção Stätten des Geistes ("Cidades do Espírito"), para a qual escreveu e ilustrou três volumes: Siena, Cidade da Virgem; Fez, Cidade do Islã; e Chartres e o nascimento da catedral. Estes livros vieram a completar uma coleção que já incluía volumes sobre o Monte Atos, o Monte Sinai, a Irlanda céltica, Constantinopla e Quioto. Em 1951, 1958 e 1960, foram publicadas por outras editoras as edições originais de seus livros Introdução às Doutrinas Esotéricas do Islã, Princípios e Métodos da Arte Sagrada e Alquimia, Ciência do Cosmo, Ciência da Alma. Junto com Guénon, Coomaraswamy e Schuon, Burckhardt foi considerado um dos grandes porta-vozes, no século 20, da philosophia perennis, "aquela 'sabedoria não-criada' expressada no platonismo, no Vedanta, no sufismo, no taoísmo e em outros ensinamentos autênticos esotéricos e sapienciais". De acordo com o filósofo William Stoddart,  Burckhardt — historiador e filósofo da arte, esoterista iniciado num caminho sufi, metafísico e artista — dedicou seu trabalho de escritor a expor "os diferentes aspectos da Sabedoria e da Tradição."
Quando o Marrocos, em 1956, recuperou sua independência, Burckhardt voltou a visitar o país regularmente, começando em 1960. Em 1972, a UNESCO, junto com o governo marroquino, o indicou para que assumisse o plano de restauração e reabilitação da medina de Fez e de seu patrimônio religioso, bem como de seu artesanato. Ele ali perneceu por cinco anos, consciente de que a antiga cidade era provavelmente o mais bem preservado modelo de urbanismo islâmico, e que, uma vez reabilitada, Fez "poderia ser tornar uma referência para a continuidade de um modelo urbano tradicional, capaz de evolução, mas ainda conservando suas qualidades intrínsecas." Nos primeiros dois anos, Burckhardt, com um bloco de desenho e uma câmera, fez sozinho um inventário dos mais importantes edifícios religiosos e seculares, de seu exterior e de seu interior, para avaliar-lhes o estado de conservação. Nos três anos seguintes, ele coordenou uma equipe interdisciplinar que tinha por tarefa estabelecer um plano diretor para a recuperação dos monumentos e do tecido urbano, incluindo o artesanato e os ofícios, "cujo papel é criar um ambiente que permita aos valores espirituais se manifestarem." O "Plano Diretor de Urbanismo para a Cidade de Fez" foi adotado e publicado pela UNESCO em 1980.
Durante sua missão em Fez, Burckhardt escreveu uma obra de caráter geral sobre a arte islâmica, A Arte do Islã: Linguagem e Significado, a pedido dos organizadores do Festival do Mundo Islâmico (Londres, 1976), evento no qual acabou tendo um papel de destaque. Burckhardt foi também muitas vezes convidado a dar palestras, em países do Ocidente e do Oriente, como especialista em arte e urbanismo tradicional, ou para ser o anfitrião de seminários ou simplesmente participar deles. Jean-Louis Michon, especialista no Islã que o conheceu bem, assim descreveu suas qualidades como orador:
Como palestrante, tinha um raro dom pedagógico. Graças à sua natural humildade, sabia como se fazer acessível ao homem comum. Sem jamais cair no erro da simplificação ou da vulgarização, conseguia apresentar de forma clara as ideias-chave: noções fundamentais que ele explorava a partir de diversos pontos de vista, de forma deliberada e benevolente… Em uma hora de conversa em tom calmo, pontuada por silêncios que nada tinham de hesitação, mas, ao contrário, facilitavam a reflexão e a assimilação, ele expunha vários tópicos centrais, cada um deles ilustrado por exemplos particularmente marcantes.
Para o Prof. Seyyed Hossein Nasr, Burckhardt foi o primeiro ocidental a "expor seriamente o significado interior da arte islâmica" e, de acordo com Nasr, foi em grande parte graças a sua influência que universidades europeias e norte-americanas começaram a oferecer cursos de arte e arquitetura islâmica. Suas qualificações neste campo levaram a Arábia Saudita a nomeá-lo como conselheiro no desenvolvimento de projetos de um campus universitário em Meca. Foi assim que, em 1978 e 1979, junto com Hassan Fathy, prêmio Nobel egípcio, e Jean-Louis Michon, ele supervisionou o grupo de arquitetos dos EUA responsável por estes projetos, a fim de que fossem respeitados os princípios e o espírito da arquitetura tradicional muçulmana.
O grande interesse de Burckhardt pela espiritualidade dos índios das pradarias da América do Norte o levaram em 1979 ao Oeste americano, para visitar o xamã Thomas Yellowtail; os dois tinham se encontrado em Paris em 1953 e em Lausanne em 1954, formando sólidos laços de amizade. Seu apreço por essa cultura ficou claro em duas obras que ele preparou: a versão alemã de Alce Negro Fala (1955) e, onze anos mais tarde, Der wilde Westen ("O Oeste Selvagem"), uma compilação, ilustrada, de citações de famosos chefes índios, colonos e caubóis do século 19.
Em 1981, apesar de uma neuropatia que o debilitava, Burckhardt foi uma última vez a Fez, como convidado de honra na inauguração, pelo diretor-geral da UNESCO, da campanha internacional para a conservação da medina.
Burckhardt faleceu em Lausana em 15 de janeiro de 1984.

## Obra

### Livros traduzidos para o português
- A arte sagrada no Oriente e no Ocidente. São Paulo: Attar, 2015.
- A via alquímica. São Paulo: Liberdade, 2021.
- Alquimia: ciência do cosmos, ciência da alma. São Paulo: Estrela da Manhã, 2023.

### Livros em alemão
- Land am Rande der Zeit. Basileia, Suíça: Urs Graf Verlag, 1941.
- Schweizer Volkskunst/Art Populaire Suisse. Basileia, Suíça: Urs Graf Verlag, 1941.
- Tessin (Das Volkserbe der Schweiz, Band I). Basileia, Suíça: Urs Graf Verlag, 1943, 1959 (edição ampliada).
- Vom Sufitum. Einführung in die Mystik des Islams. Munique, Alemanha: Otto Wilhelm Barth-Verlag, 1953.
- Vom Wesen heiliger Kunst in den Weltreligionen. Zurique, Suíça: Origo-Verlag, 1958.
- Siena, Stadt der Jungfrau. Olten, Suíça & Freiburg im Breisgau, Alemanha: Urs Graf Verlag, 1958.
- Alchemie, Sinn- und Weltbild. Olten, Suíça & Freiburg im Breisgau, Alemanha: Walter-Verlag, 1960.
- Fes, Stadt des Islam. Olten, Suíça & Freiburg im Breisgau, Alemanha: Urs Graf Verlag, 1960.
- Chartres und die Geburt der Kathedrale. Lausana, Suíça: Urs Graf Verlag, 1962.
- Von wunderbaren Büchern. Olten, Suíça & Freiburg im Breisgau, Alemanha: Urs Graf Verlag, 1963.
- Die maurische Kultur in Spanien. Munique, Alemanha: Callwey Verlag, 1970.
- Marokko, Westlicher Orient: ein Reiseführer. Olten, Suíça & Freiburg im Breisgau, Alemanha: Walter-Verlag, 1972.
- Spiegel der Weisheit: Texte zu Wissenschaft und Kunst. Munique, Alemanha: Diederichs, 1992.

#### Como editor
- Wallis, de Charles Ferdinand Ramuz. Basileia, Suíça: Urs Graf Verlag, 1956.
- Lachen und Weinen. Olten, Suíça & Freiburg im Breisgau, Alemanha: Urs Graf Verlag, 1964.
- Die Jagd. Olten, Suíça & Freiburg im Breisgau, Alemanha: Urs Graf Verlag, 1964.
- Der wilde Westen. Olten, Suíça & Freiburg im Breisgau, Alemanha: Urs Graf Verlag, 1966.
- Scipio und Hannibal: Kampf um das Mittelmeer de Friedrich Donauer. Design da capa e seis ilustrações por Titus Burckhardt. Olten, Suíça & Freiburg im Breisgau, Alemanha: Walter-Verlag, 1939.
- Zeus und Eros: Briefe und Aufzeichnungen des Bildhauers Carl Burckhardt (1878–1923). Basileia, Suíça: Urs Graf Verlag, 1956.
- Athos, der Berg des Schweigens, de Philip Sherrard. Tradução por Titus Burckhardt do original inglês de Athos, the Mountain of Silence. Lausana e Freiburg: Urs Graf Verlag, 1959.

### Livros em francês
- Art populaire suisse / Schweizer Volkskunst. Basileia, Suíça: Urs Graf, 1941.
- Tessin. Olten & Lausana, Suíça: Urs Graf, 1943, 1956.
- Introduction aux doctrines ésotériques de l'islam. Lyon, França: Paul Derain, 1951 (título original: Du soufisme); Paris: Dervy, 1955, 1969, 2008.
- Principes et méthodes de l'art sacré. Lyon, França: Paul Derain, 1958; Paris: Dervy, 1976, 1995, 2011.
- Alchimie: sa signification et son image du monde. Basileia, Suíça: Thoth & Fondation Ludwig Keimer, 1974; Milão, Itália: Archè, 1979.
- Clé spirituelle de l'astrologie musulmane d'après Mohyiddīn Ibn Arabī. Paris: Éditions Traditionnelles, 1950; Milão, Itália: Archè, 1974.
- Symboles: recueil d'essais. Milão, Itália: Archè, 1980.
- L'art de l'islam: langage et signification. Arles, França: Sindbad, 1985, 1999; Wattrelos, França: Tasnîm, 2022.
- Science moderne et sagesse traditionnelle. Milão, Itália: Archè, 1986.
- Aperçus sur la connaissance sacrée. Milão, Itália: Archè, 1987.
- Miroir de l'intellect. Lausana, Suíça: L’Âge d’Homme, 1992.
- Chartres et la naissance de la cathédrale. Milão, Itália & Dieulefit, França: Archè & La Nef de Salomon, 1995.
- Fès, ville d'islam. Milão, Itália: Archè, 2007.
- Sienne, ville de la Vierge. Lausana, Suíça: Les Sept Flèches, 2017.

#### Traduções do árabe
com introdução e comentários
- Ibn Arabī, La sagesse des prophètes (Fusūs al-hikam), Paris: Albin Michel, 2008.
- Abd al-Karīm al-Jīlī, De l'homme universel (Al-insān al-kāmil), Paris: Dervy, 1975.
- Al-Arabī al-Darqāwī, Lettres d'un maître soufi, Milão, Itália: Archè, 1978.

### Antologias dos escritos de Burckhardt
- Stoddart, William (ed.), The Essential Titus Burckhardt: Reflections on Sacred Art, Faiths, and Civilizations, Bloomington/IN, EUA: World Wisdom, 2003; prefácio de Seyyed Hossein Nasr.
- Fitzgerald, Michael O. (ed.), The Foundations of Christian Art, Bloomington/IN, EUA: World Wisdom, 2006; prefácio de Keith Critchlow [2].
- Fitzgerald,Michael O. (ed.), Foundations of Oriental Art & Symbolism, Bloomington/IN, EUA: World Wisdom, 2009; prefácio de Brian Keeble [3].
- Chouiref, Tayeb (ed.), Titus Burckhardt: Le soufisme entre Orient et Occident, volume 2 (estudos e análises), Wattrelos, França: Tasnîm, 2020.